# Parbasdorf
Parbasdorf ist eine Gemeinde mit 167 Einwohnern (Stand 1. Jänner 2024) im Marchfeld (Bezirk Gänserndorf in Niederösterreich).

## Geografie

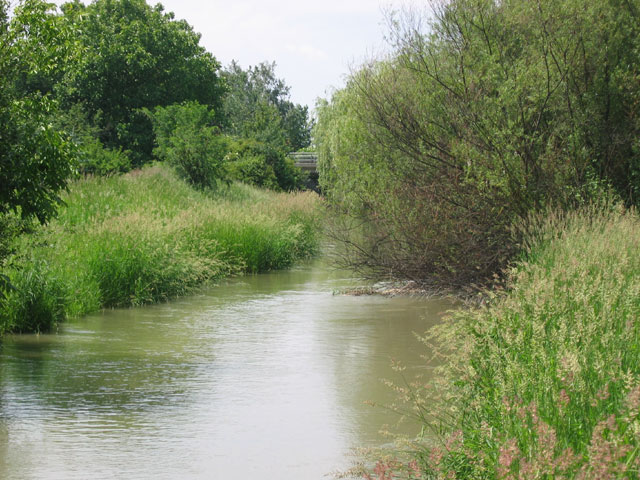
Rußbach

Parbasdorf liegt im Weinviertel in Niederösterreich. Der Ort ist als Angerdorf angelegt, durch das der Rußbach fließt und in dessen Mitte eine kleine Kirche steht. Diese Form und die bäuerliche Struktur hat sich durch die Abgeschiedenheit bis heute erhalten.
Die Gemeinde liegt in der Ebene des Marchfeldes auf rund 150 Meter Meereshöhe. Von der Gesamtfläche von zehn Quadratkilometer sind neunzig Prozent landwirtschaftliche Nutzfläche, je zwei Prozent entfallen auf Gewässer und auf Wald.

### Gemeindegliederung
Es gibt nur die Katastralgemeinde Parbasdorf.

### Nachbargemeinden
| Deutsch-Wagram |                                             | Markgrafneusiedl |
|                | Kompassrose, die auf Nachbargemeinden zeigt |                  |
| Raasdorf       |                                             | Großhofen        |

## Geschichte
Der Name des Ortes wandelte sich im Laufe der Zeit: Perwolfesdorf (1180), Perwarsdorf (1250), Parwolfsdorf (1307), Perwolfdorf, Parweinsdorf (1324), Paerboltzdorf (1345), Perbleinsdorf (1431), Baumersdorf (1809)
Parbasdorf war landesfürstlich, ab dem Ende des 15. Jahrhunderts lag es öde und die Gründe brach. Erst gegen Ende des 17. Jahrhunderts wurde es wieder aufgestiftet. Danach konnte die Herrschaft Wolkersdorf die Gerichtsbarkeit an sich ziehen.
In der Schlacht bei Wagram wurde der Ort schwer in Mitleidenschaft gezogen. Zur Mittagszeit des 5. Juli 1809 ordnete Napoléon an, gegen Parbasdorf vorzudringen. Bereits nach kurzer Zeit stand der Ort durch den Einsatz von 40 Geschützen in hellen Flammen. Die im Ort befindliche Brigade unter dem Kommando von Generalmajor Ignaz Graf zu Hardegg wehrte sich gegen den von General Oudinot geführten Angriff heldenhaft, sodass Hardegg die Anerkennung Napoléons, sowie die Verleihung des Militär-Maria-Theresien-Ordens zuteilwurde.
Der Historiker Franz Xaver Schweickhardt beschreibt den Ort im Jahre 1833 folgendermaßen: „Ein Ort im Marchfelde, welcher 31 Häuser zählt, drei Stunden von der Hauptstadt Wien entfernt liegt und wovon das Städtchen Enzersdorf der Brief- und Filialaufgabsort ist. Zur Pfarre und Schule ist die Gemeinde nach Markgrafneusiedl gewiesen und mit dem Werbkreis zum Linien-Infanterie-Regimente Nr. 4. Landgericht, Grund-, Orts- und Conskriptionsobrigkeit ist die Herrschaft Wolkersdorf.“
Im Jahre 1854 wurde die Benediktion der zur Pfarre Markgrafneusiedl gehörenden Filialkirche genehmigt. Seit 1838 wurde in den fünf Wintermonaten Schulunterricht gehalten, 1894 ein einklassiges Schulhaus erbaut und 1941 aufgelassen.
Das Gemeindearchiv ging 1945 verloren, als die sich zurückziehenden deutschen Truppen der von Markgrafneusiedl eindringenden Roten Armee Widerstand leisteten. Der Häuserbestand blieb, wenngleich schwer beschädigt, größtenteils erhalten.

### Einwohnerentwicklung
| Parbasdorf: Einwohnerzahlen von 1869 bis 2024       | Parbasdorf: Einwohnerzahlen von 1869 bis 2024 | Parbasdorf: Einwohnerzahlen von 1869 bis 2024 | Parbasdorf: Einwohnerzahlen von 1869 bis 2024 | Parbasdorf: Einwohnerzahlen von 1869 bis 2024 |
| --------------------------------------------------- | --------------------------------------------- | --------------------------------------------- | --------------------------------------------- | --------------------------------------------- |
| Jahr                                                |                                               |                                               |                                               | Einwohner                                     |
| 1869                                                | 1869                                          |                                               | 183                                           | 183                                           |
| 1880                                                | 1880                                          |                                               | 177                                           | 177                                           |
| 1890                                                | 1890                                          |                                               | 202                                           | 202                                           |
| 1900                                                | 1900                                          |                                               | 204                                           | 204                                           |
| 1910                                                | 1910                                          |                                               | 223                                           | 223                                           |
| 1923                                                | 1923                                          |                                               | 203                                           | 203                                           |
| 1934                                                | 1934                                          |                                               | 193                                           | 193                                           |
| 1939                                                | 1939                                          |                                               | 236                                           | 236                                           |
| 1951                                                | 1951                                          |                                               | 167                                           | 167                                           |
| 1961                                                | 1961                                          |                                               | 147                                           | 147                                           |
| 1971                                                | 1971                                          |                                               | 130                                           | 130                                           |
| 1981                                                | 1981                                          |                                               | 130                                           | 130                                           |
| 1991                                                | 1991                                          |                                               | 110                                           | 110                                           |
| 2001                                                | 2001                                          |                                               | 135                                           | 135                                           |
| 2011                                                | 2011                                          |                                               | 159                                           | 159                                           |
| 2021                                                | 2021                                          |                                               | 167                                           | 167                                           |
| 2024                                                | 2024                                          |                                               | 167                                           | 167                                           |
| Quelle(n): Statistik Austria, Gebietsstand 1.1.2021 |                                               |                                               |                                               |                                               |

## Kultur und Sehenswürdigkeiten

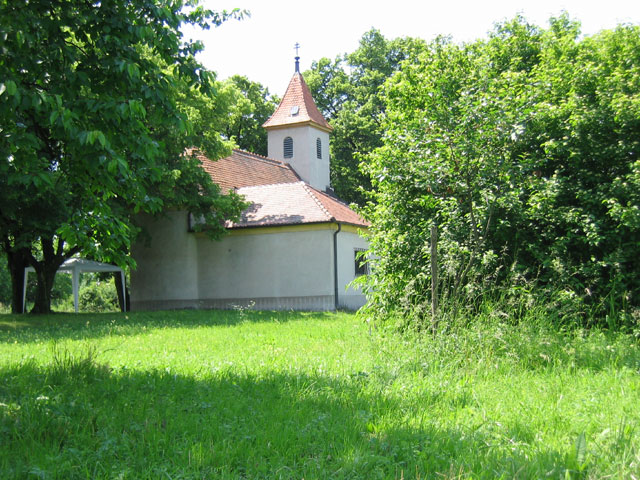
Filialkirche Parbasdorf

- Katholische Filialkirche Parbasdorf Hll. Dreifaltigkeit
- Napoleondenkmal

## Wirtschaft
Im Jahr 2001 gab es nur eine (1) nichtlandwirtschaftliche Arbeitsstätte, land- und forstwirtschaftliche Betriebe nach der Erhebung 1999 19. Die Zahl der Erwerbstätigen am Wohnort betrug nach der Volkszählung 2001 64. Die Erwerbsquote lag 2001 bei 51,85 %.

## Politik

### Gemeinderat
Der Gemeinderat hat 13 Mitglieder.
- Nach den Gemeinderatswahlen in Niederösterreich 1990 hatte der Gemeinderat folgende Verteilung: 13 ÖVP.
- Nach den Gemeinderatswahlen in Niederösterreich 1995 hatte der Gemeinderat folgende Verteilung: 13 ÖVP.[2]
- Nach den Gemeinderatswahlen in Niederösterreich 2000 hatte der Gemeinderat folgende Verteilung: 13 ÖVP.[3]
- Nach den Gemeinderatswahlen in Niederösterreich 2005 hatte der Gemeinderat folgende Verteilung: 13 ÖVP.[4]
- Nach den Gemeinderatswahlen in Niederösterreich 2010 hatte der Gemeinderat folgende Verteilung: 13 ÖVP.[5]
- Nach den Gemeinderatswahlen in Niederösterreich 2015 hatte der Gemeinderat folgende Verteilung: 13 ÖVP.[6]
- Nach den Gemeinderatswahlen in Niederösterreich 2020 hatte der Gemeinderat folgende Verteilung: 13 ÖVP.[7]
- Nach den Gemeinderatswahlen in Niederösterreich 2025 hat der Gemeinderat folgende Verteilung: 13 ÖVP.[8]

### Bürgermeister
Ortsrichter
- 1751–1766 Simon Iser
- 1787 Lorenz Iser
- 1813 Mathhias Hahn

Gemeindevorsteher
- 1854 Johann Iser

Bürgermeister
- 1876–1884 Andreas Tröster
- 1884–1900 Johann Iser
- 1900–1925 Lorenz Iser
- 1925–1929 Franz Wieland
- 1929–1945 Wilhelm Iser
- 1945–1950 Josef Kuttler
- 1950–1960 Anton Mayer
- 1960–1990 Josef Pregesbauer
- 1990–2000 Johann Gössinger
- 2000–2010 Wilhelm Iser (ÖVP)
- 2010–2024 Gregor Iser (ÖVP)
- seit 2024 Markus Hansi (ÖVP)